# Rubus caudifolius
Rubus caudifolius är en rosväxtart som beskrevs av Wuzhi. Rubus caudifolius ingår i släktet rubusar, och familjen rosväxter. Inga underarter finns listade i Catalogue of Life.